# La Campa (kommun i Honduras)
La Campa är en kommun i Honduras. Den ligger i departementet Departamento de Lempira, i den västra delen av landet, 160 km väster om huvudstaden Tegucigalpa. Antalet invånare är 4 139. Arean är 109 kvadratkilometer.
Terrängen i La Campa är kuperad åt sydost, men åt nordväst är den bergig.